# (644) Cosima
(644) Cosima es un asteroide perteneciente al cinturón de asteroides descubierto el 7 de septiembre de 1907 por August Kopff desde el observatorio de Heidelberg-Königstuhl, Alemania.
Está nombrado en honor de Cosima Wagner (1837-1930), hija de Franz Liszt y esposa de Richard Wagner.